# Трэвис, Рэнди
Рэнди Трэвис (Randy Travis, полное имя Randy Bruce Traywick, род. 4 мая 1959 года) — американский кантри-исполнитель и актёр, обладатель множества музыкальных наград, среди которых 6 премий «Грэмми», 6 наград «Country Music Association», 9 премий «Academy of Country Music», 10 наград «American Music Award», 7 наград «GMA Dove Award». Имеет звезду на Голливудской «Аллее славы».

## Биография
Рэнди Брюс Трейвик родился 4 мая 1959 года в городе Маршвилл, штат Северная Каролина. Рэнди — второй из шести детей в семье; его мать работала на текстильной фабрике, а отец был коневодом, фермером, школьным учителем, владельцем строительного бизнеса. Со стороны отца Рэнди Трэвис имеет корнуолльское английское происхождение. Он — потомок корнуолльского иммигранта Робарда Троика, чей сын Роберт родился в 1700 году в округе Стаффорд, Вирджиния, и умер в 1788 году в округе Онслоу, Северная Каролина.
Рэнди и его брат Рики развивали свои музыкальные таланты с одобрения отца, который был поклонником Хэнка Уильямса, Джорджа Джонса и Лефти Фриззелла. В 1967 году, в возрасте 8 лет, Рэнди начал играть на гитаре. Два года спустя он и его брат начали выступать в местных клубах и «конкурсах талантов», называя себя Traywick Brothers. В то же время Рэнди часто конфликтовал со своим отцом и скоро был исключен из средней школы. Он стал юным преступником и был арестован за различные нарушения, включая угон автомобиля и кражу.
В 1975 году, в то время как его брат сидел тюрьме, Рэнди выиграл соревнование таланта в ночном клубе Country City, в Шарлотте, Северная Каролина. Владелица клуба, Элизабет «Lib» Хатчер, заинтересовалась молодым певцом, взяла его на работу в качестве повара, и также предоставила ему возможность регулярно выступать в клубе. В конце 1970-х Рэнди работал и пел в Country City.
В 1978 году Трэвис записал альбом под названием Randy Traywick для Paula Records. В следующем году он выпустил два неудачных сингла, She’s My Woman и Dreamin'. Одновременно Трэвис все более сближался с Хатчер, и она в конечном счете оставила своего мужа. Трэвис позже прокомментировал ситуацию так: «Я думаю, что мы обнаружили, насколько мы нуждались в друг друге». На частной церемонии в 1991 году пара, наконец, узаконила свои отношения.
Они развелись 29 октября 2010 года после 19-летнего брака. Несмотря на развод, их многолетние деловые отношения все ещё продолжаются.

## Дискография
Основная статья: en:Randy Travis albums discography.

## Избранная фильмография
| Год       |    | Русское название            | Оригинальное название              | Роль                               |
| --------- | -- | --------------------------- | ---------------------------------- | ---------------------------------- |
| 1994—2003 | с  | Прикосновение ангела        | Touched by an Angel                | Wayne / Jed Winslow                |
| 1995      | ф  | Френк и Джесси              | Frank & Jesse                      | Коул Янгер                         |
| 1996      | с  | Фрейзер                     | Frasier                            | Стив                               |
| 1996      | с  | Сабрина — маленькая ведьма  | Sabrina, the Teenage Witch         | идеальный мужчина                  |
| 1997      | ф  | Огонь из преисподней        | Fire Down Below                    | Кен Адамс                          |
| 1997      | ф  | Стрелок                     | The Shooter                        | Кайл Таперт                        |
| 1997      | ф  | Благодетель                 | The Rainmaker                      | Билли Портер                       |
| 1997      | мф | Аннабелль                   | Annabelle's Wish                   | рассказчик (взрослый Билли)        |
| 1998      | ф  | Чёрный пёс                  | Black Dog                          | Эрл                                |
| 1998      | мс | Эй, Арнольд!                | Hey, Arnold!                       | Singing Mr. Hyunh / Travis Randall |
| 1999      | ф  | Парень с Белой реки         | The White River Kid                | шериф Бекер                        |
| 2001      | ф  | Техасские рейнджеры         | Texas Rangers                      | Фрэнк Боунс                        |
| 2006      | ф  | И пришел он                 | The Visitation                     | Кайл Шерман                        |
| 2007      | ф  | Сокровище нации: Книга тайн | National Treasure: Book of Secrets | знаменитый музыкант                |